# Pivovar Česká Lípa
Pivovar Česká Lípa byl postaven v České Lípě jako vrchnostenský v roce 1698. Pivo se zde vařilo 250 let, až do roku 1948. Po zrušení pivovaru budovy sloužily jako sklady, velkoobchod zeleniny i dalším firmám. Vstupní budova do areálu je dnes chráněnou kulturní památkou. 

## Historie

### Původní městský pivovar
Vaření piva je doloženo v České Lípě privilegiem Hynka Berky z Dubé z 23. března 1381. Z roku 1414 pak pochází výnos města Žitava, kterým se zakazuje dovážet konkurenční pivo z České Lípy. Tehdy zřejmě pivo vařili měšťané ve svých domech. 

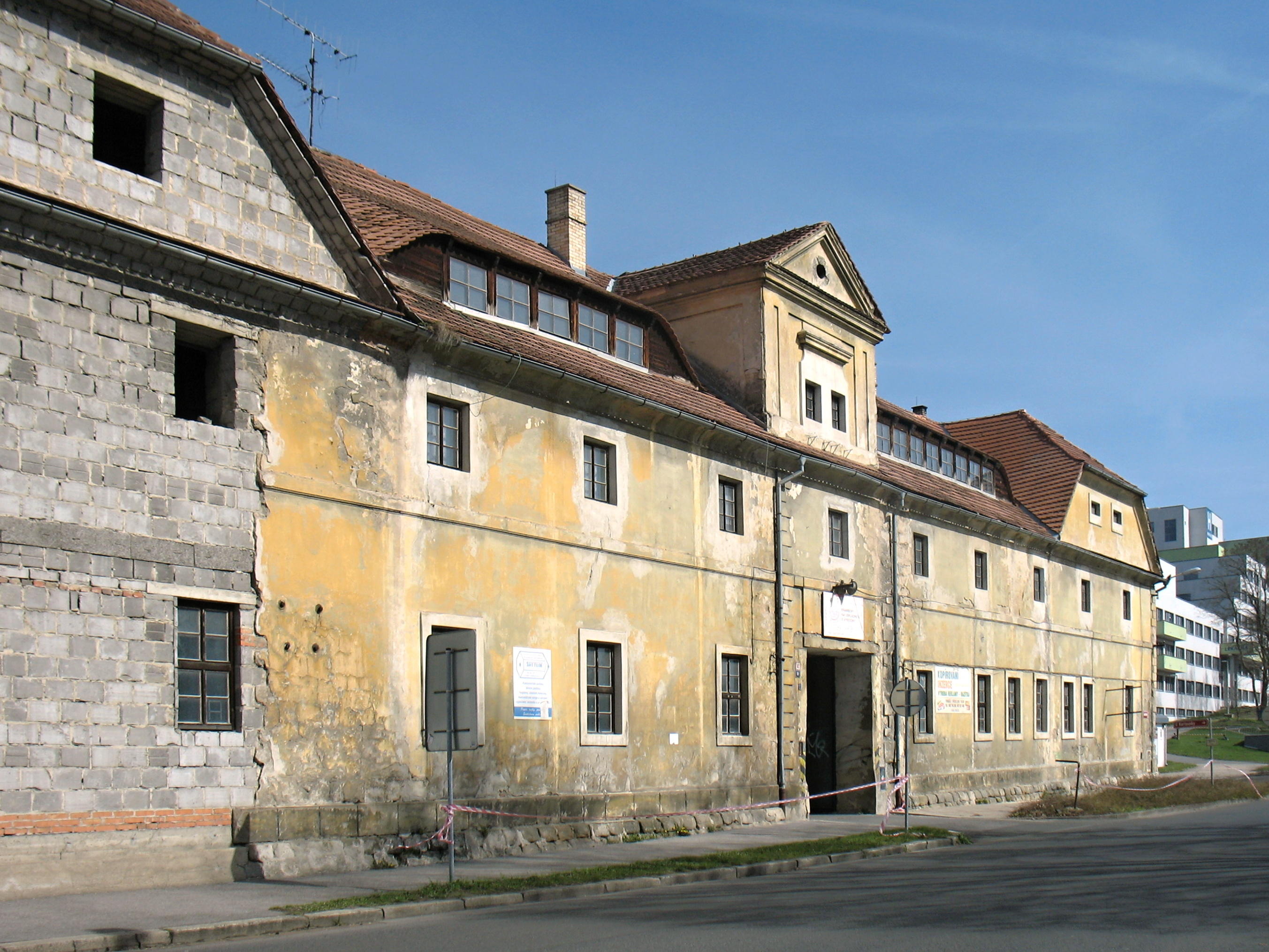
Pohled z Moskevské ulice směrem k nemocnici

Koncem 16. století sloužil celé právovarečné obci městský pivovar, z něhož město mělo příjem do pokladny. Měšťané zde měli přidělené dny, kdy si v něm pivo mohou uvařit. Pivovar se nacházel v zadním traktu městské radnice a měl ho na starost městský sládek. Po bitvě na Bílé hoře nový vlastník města Albrecht z Valdštejna městu právo vařit odebral a teprve roku 1660 jej získali za zpřísněných podmínek zpět. Při velkých požárech města pivovar zpravidla shořel a měšťané si museli pivo vařit v pivovaru vrchnostenském. Po požáru v roce 1787 již nebyl pivovar obnoven.

### Nový pivovar
Nový pivovar vybudoval v roce 1698 Jan Vilém, hrabě z Kounic záhy po zhoubném požáru města až za městskými branami v Křížové ulici (dnes Moskevská). Od roku 1790 vrchnostenský pivovar využívalo i město, jehož pivovar shořel při dalším požáru v roce 1787. V červenci roku 1901 jej město od vrchnosti odkoupilo za půl milionu korun a založilo zde akciovou společnost, v níž mělo většinový podíl. Měšťanský pivovar dobře prosperoval, pivo se prodávalo jak ve městě, tak i jeho okolí. Vařilo se zde pivo i po skončení II. světové války. Po roce 1945 pivovar převzal MNV Česká Lípa. V roce 1948 byl podnik převeden do národního podniku Severočeské pivovary, dne 16. prosince 1948 pak byla výroba zastavena, zařízení prodáno, zničeno či odvezeno.

## Po zrušení

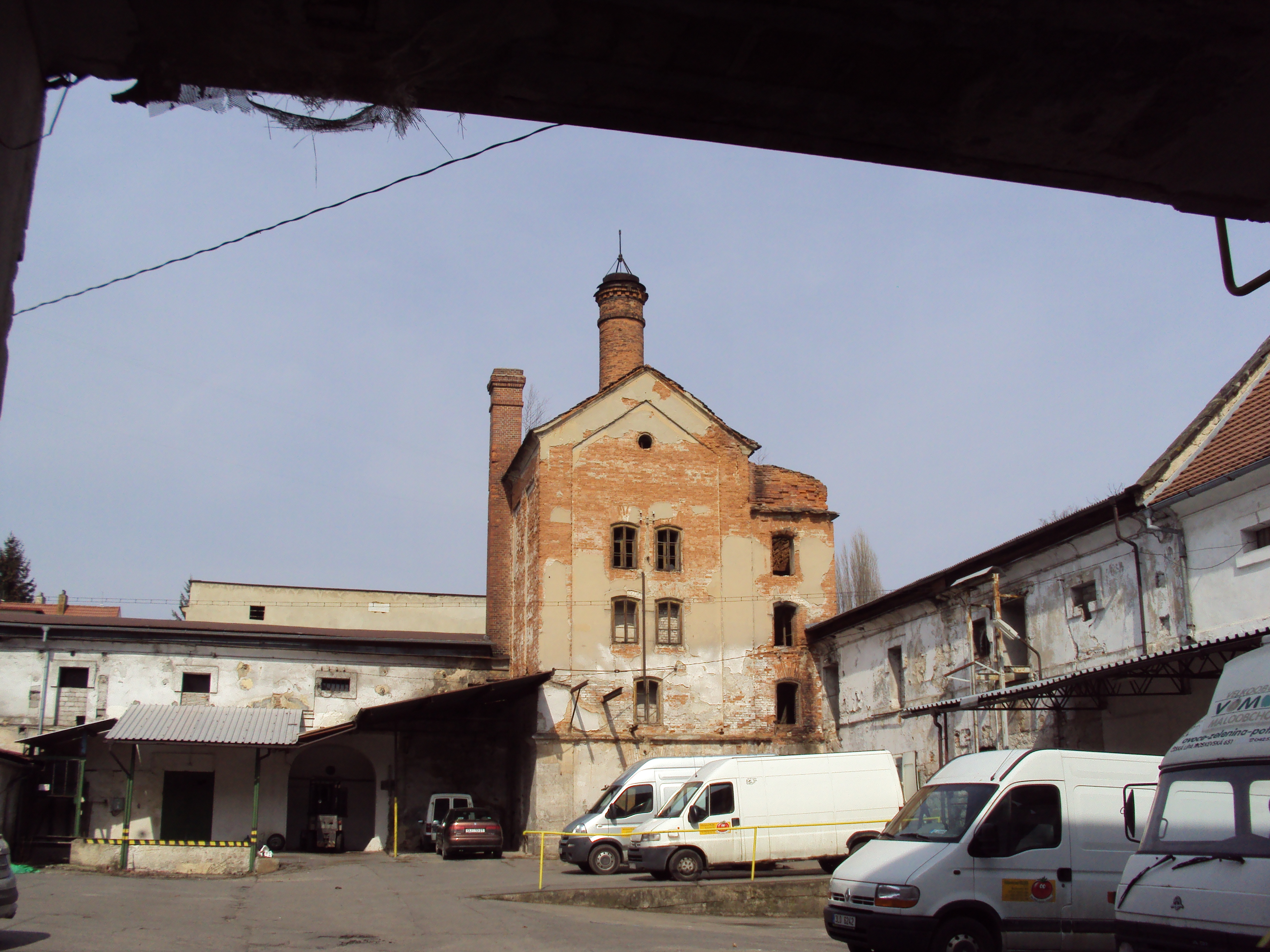
Nádvoří bývalého pivovaru

V budovách se vystřídala velká řada firem, byla zde stáčírna, chladírna, sklady zeleniny, autoškola, výroba razítek. 
Budova někdejšího pivovaru je na rohu Moskevské (hlavní vchod) a Purkyňovy ulice, poblíž nemocnice. Je zapsána od roku 1958 mezi chráněné kulturní památky č. 24769/5-2803.
V roce 2014 se v regionálním tisku objevila informace o plánech na obnovení pivovaru.

## Druhy piv
Vařila se zde řada druhů piv, osmička, desítka, příležitostně i čtrnáctka a šestnáctka.